# ああ嫁さん
『ああ嫁さん』（ああよめさん）は、1988年1月4日 - 3月25日にTBS『花王 愛の劇場』枠にて放送された昼ドラマである。橋田壽賀子脚本の舞台のドラマ化作品である。『花王愛の劇場』20周年記念作品として放送された。権利切れ後、石川テレビ・福井テレビなどで放送されていたが『花王愛の劇場』20周年記念作品のテロップはそのまま放送された。同枠における、石井ふく子がプロデューサーを務めた作品の第5作目。

## キャスト
- 池内淳子
- 赤木春恵[1]
- 小島秀哉
- 宮川一朗太
- 市丸和代
- 広岡瞬
- 大空眞弓
- 角野卓造
- 小林トシ子
- 今福将雄
- 浜畑賢吉
- 岡本茉莉
- 佐藤英夫
- 大鹿次代

## スタッフ
- 原作 - 橋田壽賀子
- 演出 - 川俣公明
- プロデューサー - 石井ふく子、岡戸良尚、村上瑛二郎（TBS）
- 脚本 - 石井君子
- 音楽 - 佐良直美、小川寛興
- 製作 - ストーンウエル、TBS

## 主題歌
- 今日から一歩

作詞：たかたかし / 作曲：浜口庫之助 / 編曲：竜崎孝路 / 歌：水前寺清子（BMGビクター〈現：ソニー・ミュージックレーベルズ〉）